# Drifting (1923)
Drifting (No Turbilhão (título em Portugal) ) é um filme de drama norte-americano de 1923, dirigido por Tod Browning, apresentando Wallace Beery e Anna May Wong nos papéis secundários.
O filme é baseado em uma peça de teatro da Broadway, Drifting, realizado no Playhouse Theatre em 2 de janeiro a fevereiro de 1922, para um total de 63 apresentações.

## Elenco
- Priscilla Dean - Cassie Cook / Lucille Preston
- Matt Moore - Capitão Arthur Jarvis
- Wallace Beery - Jules Repin
- J. Farrell MacDonald - Murphy
- Rose Dione - Madame Polly Voo
- Edna Tichenor - Molly Norton
- William V. Mong - Dr. Li
- Anna May Wong - Rose Li
- Bruce Guerin - Billy Hepburn
- Marie De Albert - Mrs. Hepburn
- William F. Moran - Mr. Hepburn
- Frank Lanning - Chang Wang